# Tôn Tẫn
Tôn Tẫn (孫臏, 382 TCN - 316 TCN), người nước Tề, là một quân sư, một nhà chỉ huy quân sự nổi tiếng thời Chiến Quốc. Tương truyền, Tôn Tẫn là cháu của Tôn Tử, cùng với Bàng Quyên là học trò môn binh pháp của Quỷ Cốc Tử (ngoài Tẫn và Quyên, học trò Quỷ Cốc Tử Vương Hủ còn có Tô Tần và Trương Nghi học môn du thuyết). Tôn Tẫn binh pháp của ông là một trong các quyển binh pháp nổi tiếng ở Trung Quốc.

## Tiểu sử

### Bị hại
Trong sách Sử ký Tư Mã Thiên thiên Tôn Tử Ngô Khởi liệt truyện có ghi:
Bàng Quyên cùng học binh pháp với Tôn Tẫn. Sau khi học xong, Bàng Quyên vì ham công danh phú quý nên xin Quỷ Cốc tiên sinh xuống núi trước để tìm công danh, được làm quan nước Ngụy. Tuy nhiên ông tự cho rằng mình không giỏi bằng Tôn Tẫn, con cháu của vị tướng nổi tiếng Tôn Vũ. Để triệt hạ bạn học, Bàng Quyên cho người mời Tôn Tẫn đến nước Ngụy rồi vu tội cho khiến Tôn Tẫn bị chặt xương hai đầu gối và bị thích lên mặt để Tôn Tẫn phải giấu mình không thể ra làm tướng. Cái tên Tẫn (臏, hình phạt chặt xương đầu gối) của Tôn chính là xuất phát từ sự kiện này.

### Sang nước Tề

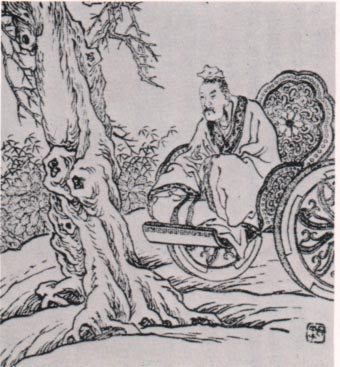
Tranh vẽ Tôn Tẫn

Năm 366 TCN, biết tin sứ giả nước Tề đến đất Lương thuộc nước Ngụy, Tôn Tẫn lén tới thuyết phục sứ giả. Sứ giả nước Tề cho là kỳ lạ bèn mang trộm Tôn Tẫn lên xe về Tề. Tẫn trở thành thượng khách của tướng quốc Điền Kỵ. Tướng Tề là Điền Kỵ phục tài, tâu với Tề Uy Vương phong Tẫn làm thầy.

### Trận Quế Lăng
Năm 353 TCN, Bàng Quyên được Ngụy Huệ vương giao chức đại tướng cầm quân đi đánh nước Triệu. Vua Triệu phải cầu cứu nước Tề.
Nghe theo kế "vây Ngụy cứu Triệu" (圍魏救趙) của Tôn Tẫn, Điền Kỵ thay vì cứu Triệu lại dẫn quân tức tốc tiến thẳng đến kinh đô Đại Lương của nước Ngụy, buộc Bàng Quyên phải bỏ việc tấn công Triệu để quay về cứu nước rồi bị quân Điền Kỵ đánh cho đại bại trong trận Quế Lăng. Sau khi bắt được Bàng Quyên, Tôn Tẫn vì nể tình bạn học xưa nên đã tha chết cho Bàng Quyên mà còn thả ông quay về nước Ngụy. Chương 1 cuốn Tôn Tẫn binh pháp, tác phẩm binh pháp của Tôn Tẫn được dành để nói về các sự kiện xoay quanh cuộc đối đầu giữa Tôn Tẫn và Bàng Quyên ở trận Quế Lăng.
Sử ký chỉ nhắc tới việc Điền Kỵ đánh bại Bàng Quyên ở Quế Lăng, không đề cập việc Bàng Quyên bị bắt trong trận này. Tiểu thuyết Đông Chu liệt quốc đã mô tả câu chuyện giữa Bàng Quyên và Tôn Tẫn trong hồi 88: "Tôn Tẫn giả điên thoát nạn, Bàng Quyên bại trận Quế Lăng".

### Trận Mã Lăng
Tới năm 341 TCN, Ngụy vương một lần nữa sai Bàng Quyên đem quân đánh Tề. Để lừa Bàng Quyên đuổi theo quân Tề, Tôn Tẫn dùng kế rút bếp, theo đó cứ ngày hôm sau thì lại cho làm ít bếp ở doanh trại hơn so với ngày hôm trước, ngày đầu 10 vạn cái, ngày hôm sau còn 5 vạn cái và đến hôm sau nữa còn 3 vạn cái. Kế rút bếp khiến Bàng Quyên tưởng rằng quân Tề vì sợ hãi đã bỏ trốn quá nửa, vì vậy Bàng Quyên bỏ bộ binh, chỉ mang theo khinh binh thúc quân bất chấp mỏi mệt đuổi theo quân Tề ngày đêm.

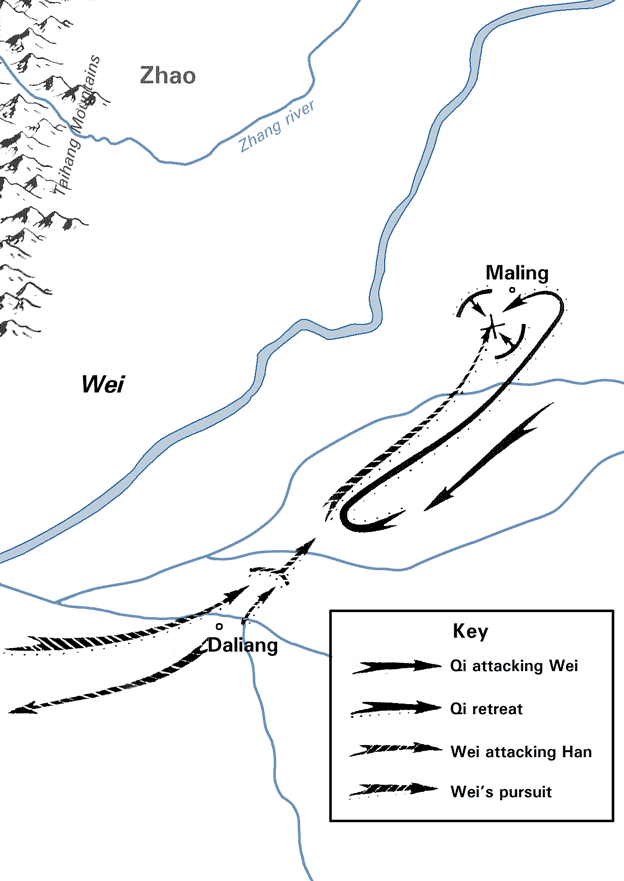
Bản đồ trận Mã Lăng

Về phần mình, Tôn Tẫn trù tính trước sẽ đánh úp quân Ngụy ở đường Mã Lăng (馬陵, nay nằm ở Tây Nam huyện Phạm, Hà Nam), một con đường hẹp có hai bên vào hiểm trở, dễ mai phục, khó lui quân. Tôn Tẫn cho quân dùng cung tên mai phục cẩn thận ở Mã Lăng, lại cho sơn trắng cây trên đó có ghi chữ: "Bàng Quyên chết ở dưới cây này!". Quả nhiên Bàng Quyên cùng tinh binh bị lừa vào rọ lúc nửa đêm, đang lúc Bàng Quyên sai đốt lửa để đọc chữ thì Tôn Tẫn cho quân phục kích bắn tên tới tấp vào quân Ngụy, Bàng Quyên thấy thế cùng lực kiệt bèn tự đâm cổ chết, trước lúc chết còn than rằng:
| “ | Thế là ta làm cái thằng ấy nổi danh! 遂叫豎子成名, Toại khiếu thụ tử thành danh | ” |

Chiến thuật mai phục của Tôn Tẫn ở Mã Lăng có thể coi là ví dụ nổi tiếng nhất của câu nói "Dĩ lợi động chi, dĩ tốt đãi chi" (以利動之，以卒待之, dùng lợi mà dụ địch tiến, trọng binh mai phục quân thù) trong sách Binh pháp Tôn Tử.

## Di sản

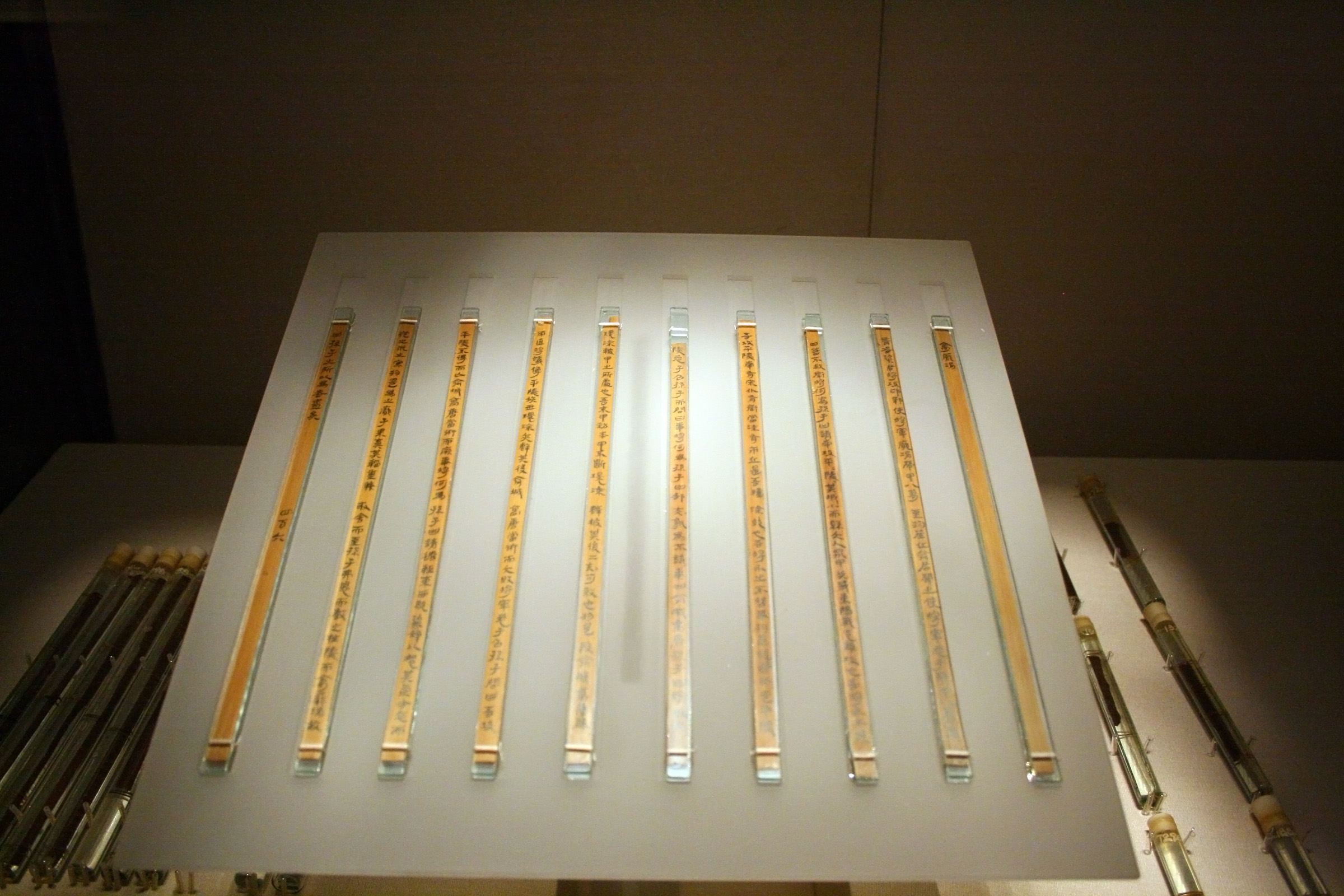
Bản sách bằng tre Tôn Tẫn binh pháp khai quật được ở núi Ngân Tước, Lâm Nghi, tỉnh Sơn Đông năm 1972

Sau khi giúp nước Tề (Nước Tề thời Chiến Quốc nay là tỉnh Sơn Đông), Tôn Tẫn sống ẩn dật. Ông có viết cuốn Binh pháp Tôn Tẫn, một trong những quyển binh pháp nổi tiếng của Trung Quốc.

## Trong văn học
Hai kế Vây Ngụy cứu Triệu và rút bếp của Tôn Tẫn sau này cũng trở nên nổi tiếng, Gia Cát Lượng từng sử dụng một biến thể của kế rút bếp là kế thêm bếp để ngăn quân Tư Mã Ý đuổi theo.
Tiểu thuyết Đông Chu liệt quốc có câu chuyện về Tôn Tẫn từ hồi 87 đến hồi 89. Hồi 87 nói về thời gian hai người còn là học trò của Quỷ Cốc Tử mà Sử ký không đề cập. Chuyện Bàng Quyên - Tôn Tẫn mà Sử ký chép được tác giả Phùng Mộng Long đề cập tương tự từ hồi 88 tới hồi 89.